# Synagoga Mount Zion w St. Paul
Synagoga Mount Zion w St. Paul – jest to synagoga reformowana położona w amerykańskim mieście St. Paul w stanie Minnesota. Synagoga została założona w 1856 przez kongregacje Mount Zion złożoną mieszkańców okolicznej wspólnoty żydowskiej i była to pierwsza tego typu budowla w stanie.
W stulecie istnienia, w 1956 roku budynek synagogi został przeniesiony na ulicę Summit Avenue w St. Paul i w obecnej formie istnieje do dziś.
Obecnie w synagodze odbywają się regularnie nabożeństwa oraz spotkania kworów modlitewnych.